# Norra Hjortronskär
Norra Hjortronskär är en halvö i Åland (Finland). Den ligger i den nordöstra delen av landskapet, 40 km nordost om huvudstaden Mariehamn.